# Championnat de Formula Nippon 1998
Le championnat de Formula Nippon 1998 a été remporté par le pilote japonais Satoshi Motoyama, sur une Reynard-Mugen du Team LeMans.

## Règlement sportif
- L'attribution des points s'effectue selon le barème 10,6,4,3,2,1.
- Tous les résultats comptent.

## Courses de la saison 1998
| Date         | Lieu   | Vainqueur         | Nationalité | Voiture       | Écurie      |
| 19 avril     | Suzuka | Masahiko Kageyama | Japon       | Lola-Mugen    | Team Impul  |
| 17 mai       | Mine   | Satoshi Motoyama  | Japon       | Reynard-Mugen | Team LeMans |
| 31 mai       | Fuji   | Satoshi Motoyama  | Japon       | Reynard-Mugen | Team LeMans |
| 14 juin      | Motegi | Juichi Wakisaka   | Japon       | Lola-Mugen    | Team Aguri  |
| 5 juillet    | Suzuka | Masahiko Kageyama | Japon       | Lola-Mugen    | Team Impul  |
| 2 août       | Sugo   | Masami Kageyama   | Japon       | Lola-Mugen    | Team Nova   |
| 20 septembre | Mine   | Satoshi Motoyama  | Japon       | Reynard-Mugen | Team LeMans |
| 18 octobre   | Fuji   | Norberto Fontana  | Argentine   | Reynard-Mugen | Team LeMans |
| 29 novembre  | Suzuka | Masami Kageyama   | Japon       | Lola-Mugen    | Team Nova   |

## Classement des pilotes
| Classement | Pilote             | Pays      | Voiture       | Écurie           | Nombre de points |
| ---------- | ------------------ | --------- | ------------- | ---------------- | ---------------- |
| 1er        | Satoshi Motoyama   | Japon     | Reynard-Mugen | Team LeMans      | 45               |
| 2e         | Masami Kageyama    | Japon     | Lola-Mugen    | Team Nova        | 38               |
| 3e         | Juichi Wakisaka    | Japon     | Lola-Mugen    | Team Aguri       | 25               |
| 4e         | Masahiko Kageyama  | Japon     | Lola-Mugen    | Team Impul       | 21               |
| 5e         | Norberto Fontana   | Argentine | Reynard-Mugen | Team LeMans      | 21               |
| 6e         | Marc Goossens      | Belgique  | Reynard-Mugen | Team 5Zigen      | 17               |
| 7e         | Ralph Firman       | Irlande   | Lola-Mugen    | Team Nova        | 13               |
| 8e         | Katsumoto Kaneishi | Japon     | Lola-Mugen    | Team Aguri       | 12               |
| 9e         | Ryo Michigami      | Japon     | Reynard-Mugen | Mooncraft        | 11               |
| 10e        | Hideki Noda        | Japon     | Lola-Mugen    | Team Cerumo      | 9                |
| 11e        | Tom Coronel        | Pays-Bas  | Reynard-Mugen | Nakajima Racing  | 8                |
| 12e        | Takuya Kurosawa    | Japon     | Lola-Mugen    | Team Impul       | 6                |
| 13e        | Yuji Tachikawa     | Japon     | Reynard-Mugen | Team TMS         | 2                |
| 13e        | Akira Iida         | Japon     | Lola-Mugen    | Team Cerumo      | 2                |
| 15e        | Tsugio Matsuda     | Japon     | Reynard-Mugen | Nakajima Racing  | 1                |
| 15e        | Koji Yamanishi     | Japon     | Reynard-Mugen | Nakajima Racing  | 1                |
| 15e        | Tetsuya Tanaka     | Japon     | Lola-Mugen    | Be Brides Racing | 1                |